# Emery Huse
Emery Huse (* 24. Februar 1897 in Newburyport, Essex County, Massachusetts; † 7. Juli 1961 in Beverly Hills, Los Angeles, Kalifornien) war ein US-amerikanischer Filmtechniker, der bei der Oscarverleihung 1940 mit dem Oscar für technische Verdienste (Technical Achievement Award) ausgezeichnet wurde.

## Leben
Huse arbeitete als Filmtechniker für die Eastman Kodak Company und veröffentlichte seine technischen Entwicklungen im Bereich der fotografischen Hypersensibilisierung in einigen Fachaufsätzen.
Er wurde 1940 zusammen mit Ralph B. Atkinson „für deren Beschreibungen für chemische Analysen von fotografischen Entwicklern und Fixierbäder“ (‚For their specifications for chemical analysis of photographic developers and fixing baths‘) mit dem Oscar für technische Verdienste ausgezeichnet.
Huse engagierte sich auch in der 1916 gegründeten Society of Motion Picture and Television Engineers (SMPTE) und war zwischen 1941 und 1942 deren Präsident. Nach Ende des Zweiten Weltkrieges war er mindestens zwischen 1948 und 1958 Leiter des Westküsten-Büros der Filmabteilung von Kodak.

## Veröffentlichungen
- On the Relation between Time and Intensity in photographic Exposure, Mitautor Loyd A. Jones, Journal of the Optical Society of America, 1923, S. 1079–1123[7]
- On the Relation between Time and Intensity in photographic Exposure, Mitautor Loyd A. Jones, Journal of the Optical Society of America, 1925, S. 319–333[8]
- On the Relation between Time and Intensity in photographic Exposure, Mitautoren Loyd A. Jones und Vincent C. Hall, Journal of the Optical Society of America, 1926, S. 321–348[9]
- Three New Eastman Negative Films: Background X, Plus X, and Super XX, 1938
- Densitometry and Its Application to Motion Picture Laboratory Practice, Mitautor Gordon Chambers, 1939
- Chemical Analysis of Photographic Developers and Fixing Baths, Mitautor Ralph B. Atkinson
- Current Black-and-White Duplicating Techniques used in Hollywood, Mitautor Norwood Simmons, JSMPTE Oktober 1947, S. 316–333[10]

## Auszeichnungen
- 1940: Oscar für technische Verdienste (Academy Technical Achievement Award)